# ユナイテッド・ストリートカー
ユナイテッド・ストリートカー（英語: United Streetcar）は、かつてアメリカ合衆国に存在した鉄道車両メーカー。アメリカ各地の路面電車（ストリートカー）向けの部分超低床電車を製造していた。
この項目では、ユナイテッド・ストリートカーが手掛けた路面電車車両についても解説する。

## 歴史
アメリカ合衆国では、路面電車のうち路線の大部分が専用軌道として建設され、都心と郊外を結ぶ中量軌道輸送システムをライトレール（Light Rail）、路線の大部分が都心の併用軌道上に存在する旧来の路面電車をストリートカー（Streetcar）と呼ぶ。2001年から営業運転を開始したポートランド・ストリートカーを皮切りに、アメリカでは新たな都心の交通機関としてストリートカーの見直しが進み、各都市で建設計画が立ち上がったが、使用される超低床電車はチェコのシュコダ・トランスポーテーション製の海外車両だったために保守や各種交渉の面で難があり、アメリカ国内でのストリートカー向け車両の生産が求められるようになった。
そこで2005年、ポートランド市議会はポートランド・ストリートカーを始めとする公共交通機関を運営するトライメットに対し、国産路面電車開発のために400万米ドルの予算を支出する案を承認した。製造メーカーにはオレゴン州クラカマスに本社を置くオレゴン鉄工所が指定され、同社は製造専門子会社 ユナイテッド・ストリートカー を設立した上で、シュコダ・トランスポーテーションとライセンス契約を結んで技術を獲得した。そして2009年に試作車となる"10T3"が完成し、同年7月からポートランド・ストリートカーで運転を開始した。これはストリートカー向けのアメリカ国内企業製電車として、1952年まで製造が行われたPCCカー以来、実に57年ぶりの新製車両となった。
バラク・オバマ大統領政権下で成立した2009年アメリカ復興・再投資法に公共交通機関の建設・整備への支援が盛り込まれたことから各都市でストリートカーの建設計画が立ち上がったのを受け、オレゴン鉄工所はユナイテッド・ストリートカーへ多額の投資を行った。だが、初期トラブルや納入遅延が相次いだ上に、導入を予定していた都市がストリートカーの計画自体を中止するなどしたため、ユナイテッド・ストリートカー製の路面電車車両を採用したのは3都市に留まった。さらに、チェコのイネコン・トラム（12 トリオ）やスペインのCAF（ウルボス）、アメリカ国内企業のブルックビル・エクイップメント・コーポレーション（リバティ）といった競合企業によるストリートカー市場への参入も相次いだ。
その結果、今後の発展が見込めないとして、発注分の全車両の生産が完了した2014年11月21日をもって工場の操業を停止した。そして、ユナイテッド・ストリートカーは2015年2月にオレゴン州運輸委員会への提出が義務付けられていた進捗状況報告を拒否したことから解散が勧告されたが、正式に解散したのは2018年12月22日となった。ただし親会社であるオレゴン鉄工所は工場をボート製造に転用しながら残しており、将来的に鉄道車両の主要機器製造に再参入する事も視野に入れている。

## 主要製品

### 概要
ユナイテッド・ストリートカーが製造した路面電車車両は、シュコダ・トランスポーテーションが開発した10Tを基に、強度を始めアメリカ国内での運用に適するよう設計が行われた。10Tは部品の大半がシュコダを含むアメリカ国外の企業で製造されていたが、ユナイテッド・ストリートカー製の車両はバイ・アメリカン条項に適合させるため部品の大半をアメリカ国内企業製のものに変更している。電気機器は、試作車では当初シュコダ製の部品を採用していたが、故障が相次いだことから量産車ではエリン（Elin EBG Traction）やシーメンスなど他社の機器が導入された。
編成は両運転台式の3車体連接車で、中間のフローティング車体を床上高さ350 mmの低床構造として車椅子やベビーカーに対応可能なフリースペースを設けている。両端の車体下部には2台の電動機が設置されており、100%の粘着力を発揮する事ができる。
ユナイテッド・ストリートカーで製造された路面電車車両には以下の2形式が存在し、さらに架線がない区間も蓄電池で走行可能な300も計画されていたが、こちらは製造される事はなかった
- 100 - 基本形式。当初は10T3という形式名だった[15]。
- 200 - アリゾナ、フロリダ、カリフォルニアなど高温地域向けに空調装置の冷房機能を強化した形式。当初は10T4という形式名だった[16]。

### 導入
2009年の試作車以降、ユナイテッド・ストリートカー製の路面電車車両は以下の路線に導入された。

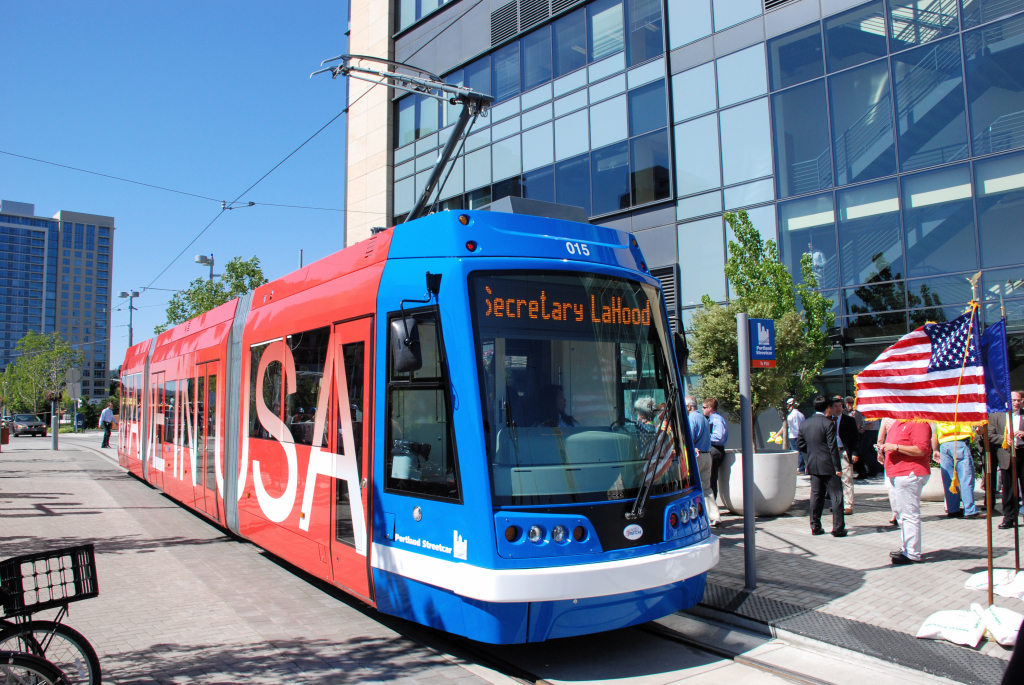
ポートランド・ストリートカー（試作車） 導入年：2009年 形式：10T3（→100） 両数：1両（015）
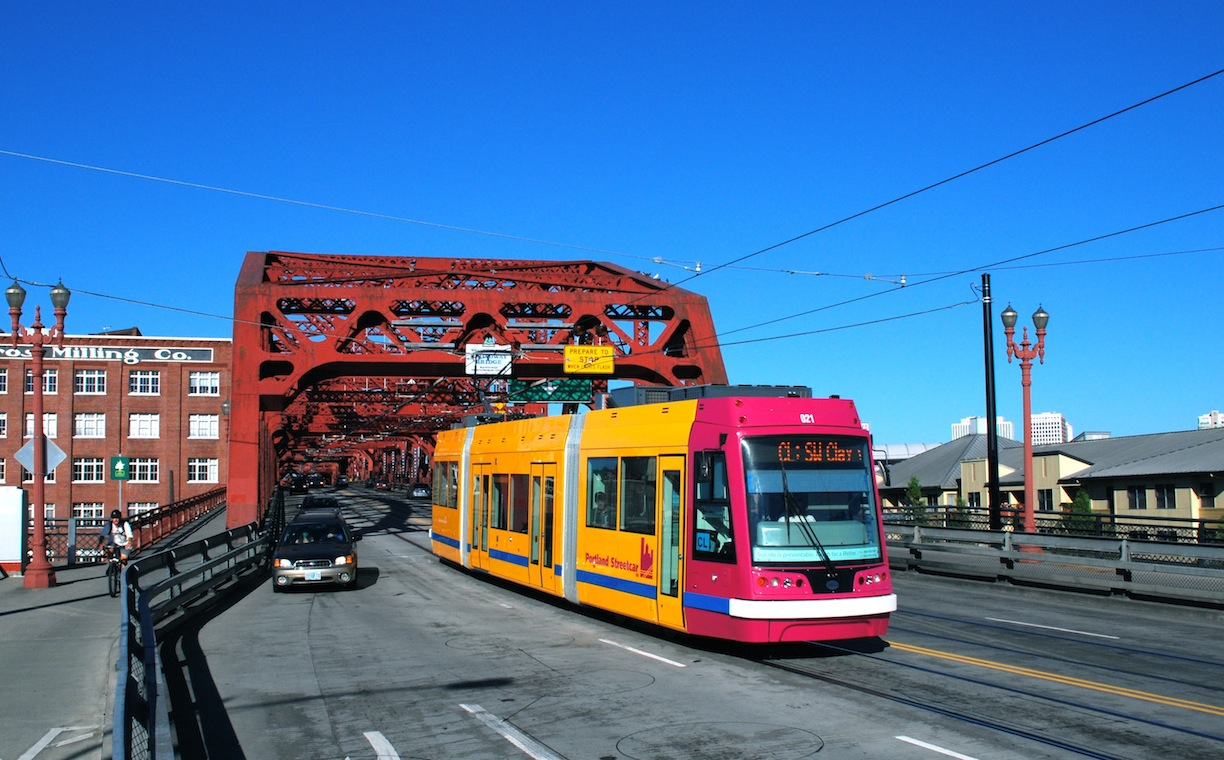
ポートランド・ストリートカー（量産車） 導入年：2012-14年 形式：100 両数：6両（021–026）
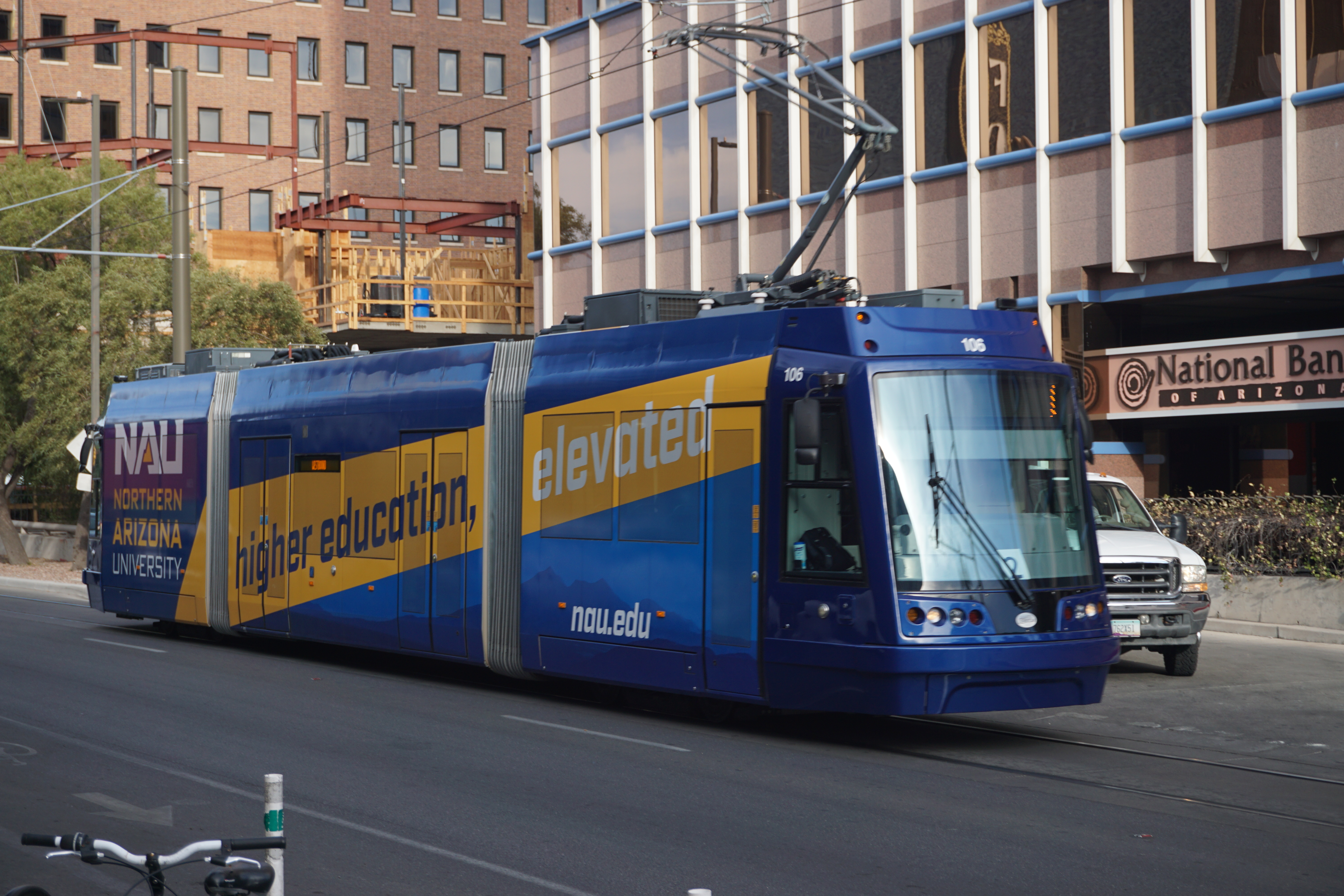
サンリンク（英語版） 導入年：2013年 形式：200 両数：8両
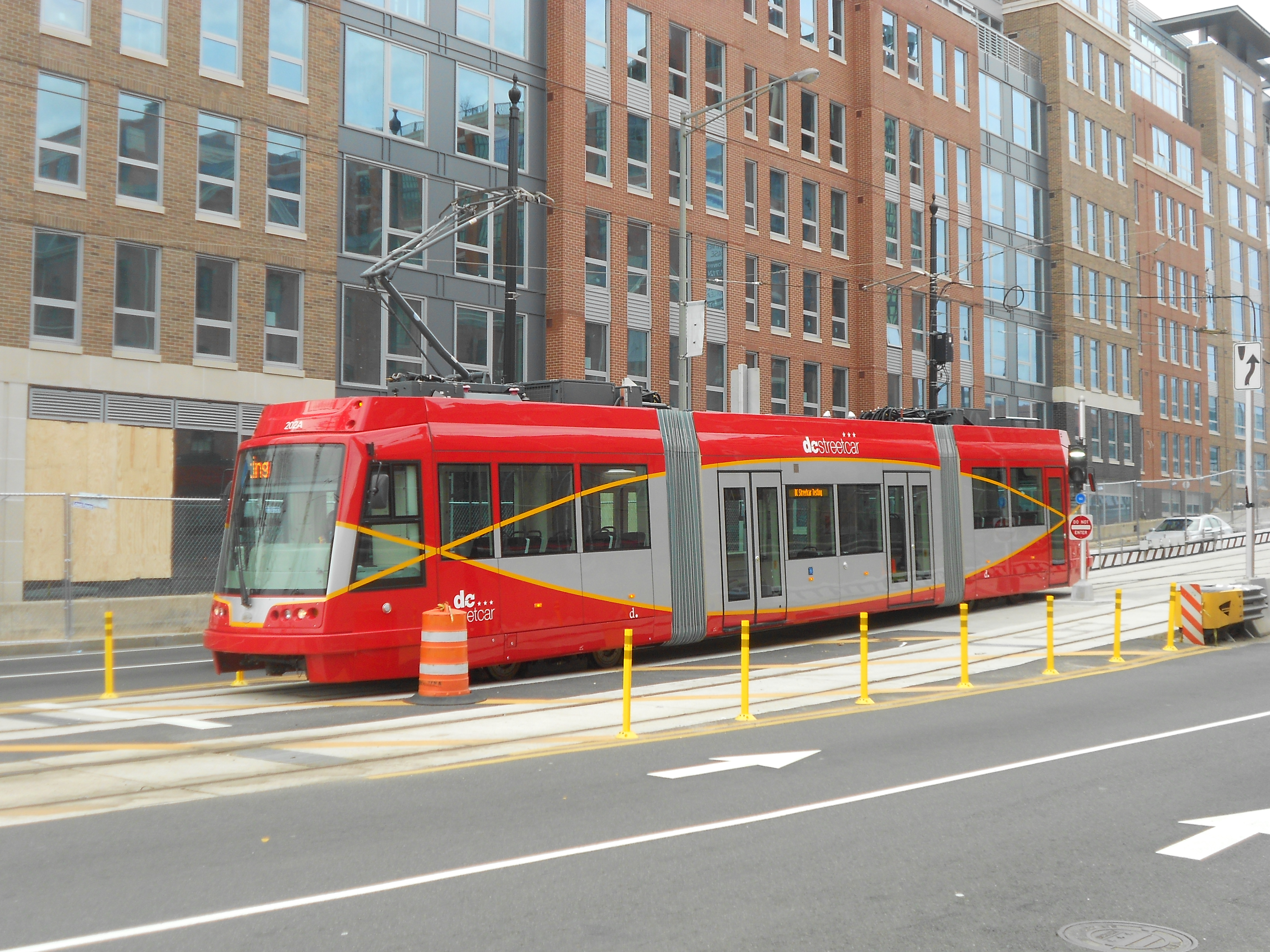
DCストリートカー（英語版） 導入年：2013年 形式：100 両数：3両